# Championnats d'Europe de taekwondo 2024
Navigation
Édition précédente Édition suivante
Les Championnats d'Europe de taekwondo 2024 ont lieu du 9 au 12 mai 2024 à Belgrade, en Serbie. Il s'agit de la vingt-sixième édition des Championnats d'Europe de taekwondo. Les championnats d'Europe de para-taekwondo se tiennent également pendant cette compétition.

## Podiums

### Hommes
| Catégorie              | Or                          | Argent                           | Bronze                        |
| ---------------------- | --------------------------- | -------------------------------- | ----------------------------- |
| Poids fins (–54 kg)    | Furkan Ubeyde Çamoğlu (TUR) | Konstantinos Dimitropoulos (GRE) | Josip Teskera (CRO)           |
| Poids fins (–54 kg)    | Furkan Ubeyde Çamoğlu (TUR) | Konstantinos Dimitropoulos (GRE) | Maksym Manenkov (UKR)         |
| Poids mouches (–58 kg) | Vito Dell'Aquila (ITA)      | Lev Korneev (SRB)                | Gashim Magomedov (AZE)        |
| Poids mouches (–58 kg) | Vito Dell'Aquila (ITA)      | Lev Korneev (SRB)                | Adrián Vicente (ESP)          |
| Poids coqs (–63 kg)    | Omar Salim (HUN)            | Hakan Reçber (TUR)               | Volodymyr Bystrov (UKR)       |
| Poids coqs (–63 kg)    | Omar Salim (HUN)            | Hakan Reçber (TUR)               | Tobias Hyttel (DEN)           |
| Poids plumes (–68 kg)  | Bradly Sinden (GBR)         | Ilia Danilov (INA)               | Simur Mirzoiev (UKR)          |
| Poids plumes (–68 kg)  | Bradly Sinden (GBR)         | Ilia Danilov (INA)               | Levente Józsa (HUN)           |
| Poids légers (–74 kg)  | Daniel Quesada (ESP)        | Zurab Kintsurashvili (GEO)       | Javad Aghayev (AZE)           |
| Poids légers (–74 kg)  | Daniel Quesada (ESP)        | Zurab Kintsurashvili (GEO)       | Charalampos Flouskounis (GRE) |
| Poids welters (–80 kg) | Toni Kanaet (CRO)           | Kostiantyn Kostenevych (UKR)     | Nedžad Husić (BIH)            |
| Poids welters (–80 kg) | Toni Kanaet (CRO)           | Kostiantyn Kostenevych (UKR)     | Maksim Khramtsov (INA)        |
| Poids moyens (–87 kg)  | Enbiya Taha Biçer (TUR)     | Richard Ordemann (NOR)           | Vasileios Tholiotis (GRE)     |
| Poids moyens (–87 kg)  | Enbiya Taha Biçer (TUR)     | Richard Ordemann (NOR)           | Artem Harbar (UKR)            |
| Poids lourds (+87 kg)  | Caden Cunningham (GBR)      | Iván García (ESP)                | Krystian Haremza (POL)        |
| Poids lourds (+87 kg)  | Caden Cunningham (GBR)      | Iván García (ESP)                | Emre Kutalmış Ateşli (TUR)    |

### Femmes
| Catégorie              | Or                   | Argent                      | Bronze                   |
| ---------------------- | -------------------- | --------------------------- | ------------------------ |
| Poids fins (–46 kg)    | Lena Stojković (CRO) | Džejla Makaš (BIH)          | Viktoriia Nahurna (UKR)  |
| Poids fins (–46 kg)    | Lena Stojković (CRO) | Džejla Makaš (BIH)          | Phoenix Goodman (GBR)    |
| Poids mouches (–49 kg) | Adriana Cerezo (ESP) | Merve Dinçel (TUR)          | Supharada Kisskalt (GER) |
| Poids mouches (–49 kg) | Adriana Cerezo (ESP) | Merve Dinçel (TUR)          | Bruna Duvančić (CRO)     |
| Poids coqs (–53 kg)    | Tatiana Minina (INA) | Zeynep Taşkın (TUR)         | Andrea Bokan (SRB)       |
| Poids coqs (–53 kg)    | Tatiana Minina (INA) | Zeynep Taşkın (TUR)         | Ada Avdagić (BIH)        |
| Poids plumes (–57 kg)  | Nika Karabatić (CRO) | Jade Jones (GBR)            | Luana Márton (HUN)       |
| Poids plumes (–57 kg)  | Nika Karabatić (CRO) | Jade Jones (GBR)            | Fani Tzeli (GRE)         |
| Poids légers (–62 kg)  | Kimia Alizadeh (BUL) | Aaliyah Powell (GBR)        | Ivana Arelić (CRO)       |
| Poids légers (–62 kg)  | Kimia Alizadeh (BUL) | Aaliyah Powell (GBR)        | Petra Štolbová (CZE)     |
| Poids welters (–67 kg) | Sarah Chaâri (BEL)   | Magda Wiet-Hénin (FRA)      | Aleksandra Perišić (SRB) |
| Poids welters (–67 kg) | Sarah Chaâri (BEL)   | Magda Wiet-Hénin (FRA)      | Jolanta Tarvida (LAT)    |
| Poids moyens (–73 kg)  | Althéa Laurin (FRA)  | Sude Yaren Uzunçavdar (TUR) | Matea Jelić (CRO)        |
| Poids moyens (–73 kg)  | Althéa Laurin (FRA)  | Sude Yaren Uzunçavdar (TUR) | Yanna Schneider (GER)    |
| Poids lourds (+73 kg)  | Lorena Brandl (GER)  | Nafia Kuş (TUR)             | Kristina Adebaio (INA)   |
| Poids lourds (+73 kg)  | Lorena Brandl (GER)  | Nafia Kuş (TUR)             | Rebecca McGowan (GBR)    |

## Tableau des médailles
- Pays organisateur ( Serbie)

| Rang  | Nation                       | Or | Argent | Bronze | Total |
| ----- | ---------------------------- | -- | ------ | ------ | ----- |
| 1     | Croatie                      | 3  | 0      | 4      | 7     |
| 2     | Turquie                      | 2  | 5      | 1      | 8     |
| 3     | Royaume-Uni                  | 2  | 2      | 2      | 6     |
| 4     | Espagne                      | 2  | 1      | 1      | 4     |
| -     | Athlètes individuels neutres | 1  | 1      | 2      | 4     |
| 5     | France                       | 1  | 1      | 0      | 2     |
| 6     | Allemagne                    | 1  | 0      | 2      | 3     |
| -     | Hongrie                      | 1  | 0      | 2      | 3     |
| 8     | Belgique                     | 1  | 0      | 0      | 1     |
| -     | Bulgarie                     | 1  | 0      | 0      | 1     |
| -     | Italie                       | 1  | 0      | 0      | 1     |
| 11    | Ukraine                      | 0  | 1      | 5      | 6     |
| 12    | Grèce                        | 0  | 1      | 3      | 4     |
| 13    | Bosnie-Herzégovine           | 0  | 1      | 2      | 3     |
| -     | Serbie                       | 0  | 1      | 2      | 3     |
| 15    | Géorgie                      | 0  | 1      | 0      | 1     |
| -     | Norvège                      | 0  | 1      | 0      | 1     |
| 17    | Azerbaïdjan                  | 0  | 0      | 2      | 2     |
| 18    | Tchéquie                     | 0  | 0      | 1      | 1     |
| -     | Danemark                     | 0  | 0      | 1      | 1     |
| -     | Lettonie                     | 0  | 0      | 1      | 1     |
| -     | Pologne                      | 0  | 0      | 1      | 1     |
| Total | Total                        | 16 | 16     | 16     | 64    |

## Taekwondo handisport

### Hommes K44
| Catégorie | Or                        | Argent                 | Bronze                 |
| --------- | ------------------------- | ---------------------- | ---------------------- |
| –58 kg    | YASUR Asaf (ISR)          | OZCAN Ali can (TUR)    | MARTIN Joel (ESP)      |
| –58 kg    | YASUR Asaf (ISR)          | OZCAN Ali can (TUR)    | AKMATOV Askhat (AIN)   |
| –63 kg    | GANBAT Bolor-erdene (MGL) | BOZTEKE Mahmut (TUR)   | SIDOROV Daniil (AIN)   |
| –63 kg    | GANBAT Bolor-erdene (MGL) | BOZTEKE Mahmut (TUR)   | MILAD Adnan (ISR)      |
| –70 kg    | KHALILOV Imamaddin (AZE)  | CELIK Fatih (TUR)      | NIKOLADZE Giorgi (GEO) |
| –70 kg    | KHALILOV Imamaddin (AZE)  | CELIK Fatih (TUR)      | KESICKI Maciej (POL)   |
| –80 kg    | JOO Jeonghun (KOR)        | ABUZARLI Abulfaz (AZE) | SPAJIC Nikola (SRB)    |
| –80 kg    | JOO Jeonghun (KOR)        | ABUZARLI Abulfaz (AZE) | LANE Joseph (GBR)      |
| +80 kg    | RAMAZANOV Aliaskhab (AIN) | MEDELL Evan (USA)      | KISS Zoltan (HUN)      |
| +80 kg    | RAMAZANOV Aliaskhab (AIN) | MEDELL Evan (USA)      | BUSH Matt (GBR)        |

### Femmes K44
| Catégorie | Or                           | Argent                           | Bronze                      |
| --------- | ---------------------------- | -------------------------------- | --------------------------- |
| –47 kg    | Khwansuda Phuangkitcha (THA) | Dzhetsun-sholbana Kara-Ool (AIN) | Lia Chachibaia (GEO)        |
| –47 kg    | Khwansuda Phuangkitcha (THA) | Dzhetsun-sholbana Kara-Ool (AIN) | Nurcihan Ekinci (TUR)       |
| –52 kg    | Surenjav Ulambayar (MGL)     | Meryem Çavdar (TUR)              | Lütfiye Özdağ (TUR)         |
| –52 kg    | Surenjav Ulambayar (MGL)     | Meryem Çavdar (TUR)              | Anna Poddubskaïa (AIN)      |
| –57 kg    | Gamze Gürdal (TUR)           | Sophie Caverzan (FRA)            | Nata Ochigava (GEO)         |
| –57 kg    | Gamze Gürdal (TUR)           | Sophie Caverzan (FRA)            | Sumeyye Özcan (TUR)         |
| -65 kg    | Christina Gkentzou (GRE)     | Djelika Diallo (FRA)             | Elena Savinskaya (AIN)      |
| -65 kg    | Christina Gkentzou (GRE)     | Djelika Diallo (FRA)             | Patrycja Zewar (POL)        |
| +65 kg    | Amy Truesdale (GBR)          | Eleni Papastamatopoulou (GRE)    | Rajae Akermach (MAR)        |
| +65 kg    | Amy Truesdale (GBR)          | Eleni Papastamatopoulou (GRE)    | Dalia Santiago Moreno (ESP) |